# Schnellfahrstrecke Schiphol–Antwerpen

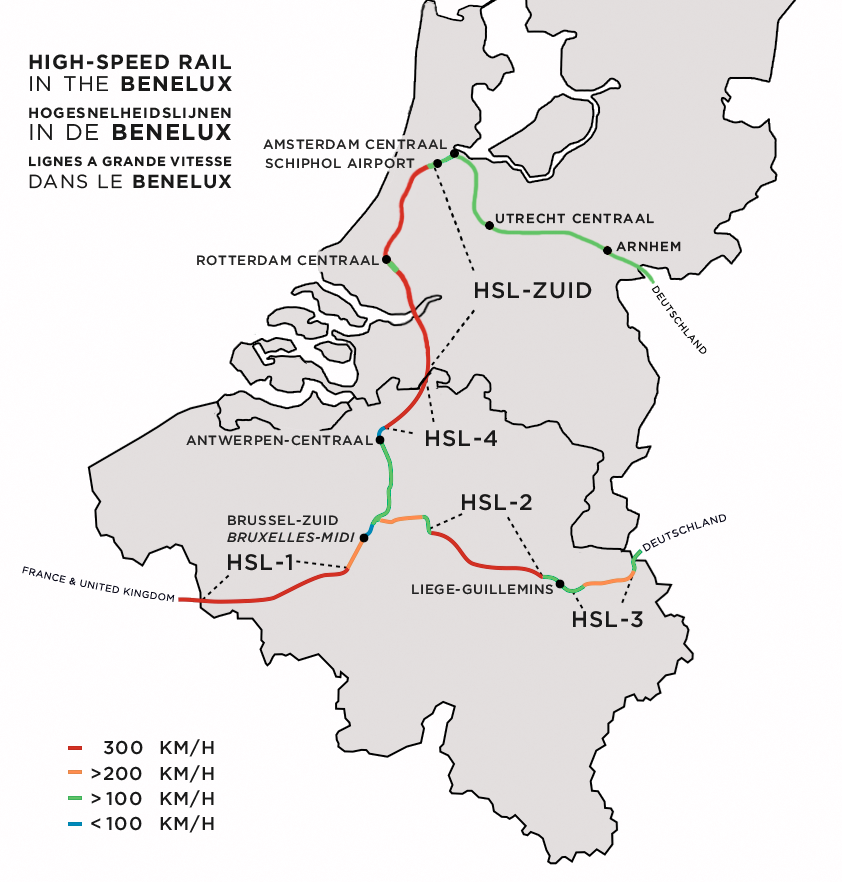
Schnellfahrstrecken in den Niederlanden und Belgien

Die Schnellfahrstrecke Schiphol–Antwerpen verbindet Schiphol südlich von Amsterdam (Niederlande) mit Antwerpen (Belgien). Sie besteht aus folgenden Teilstrecken:
- HSL Zuid (niederländischer Teil)
- HSL 4 (belgischer Teil)